# Piet Lippens
Piet Lippens, kunstenaarsnaam van Petrus René Lippens,  (Gentbrugge, 7 december 1890 - Gent, 11 april 1981) was een Vlaamse kunstschilder.

## Biografie
Petrus René Lippens was het negende kind van Leopold Lippens en Josephine Coen. Hij werd opgevoed door zijn grootouders in Wachtebeke. Na de lagere school studeerde hij nog enkele maanden aan het college in Ledeberg en vertrok dan als zeventienjarige naar New York.
Gedurende zijn diensttijd in 1910 leerde hij in zijn vrije tijd tekenen en schilderen aan de academie van Doornik bij Henry Chantry en Louis Pion. Toen zijn legerdienst was afgelopen vertrok hij weer naar Chicago in de Verenigde Staten. Na de Eerste Wereldoorlog studeerde hij nog enkele maanden bij Jean Delvin aan de academie in Gent en aan het Sint-Lucasinstituut. De stijl van zijn vroegste werken is postimpressionistisch en gesigneerd met Mac Kelly, de naam die hij in de Verenigde Staten had aangenomen.

## Werken
Piet Lippens schilderde graag dingen die verdwijnen: oude stadshoekjes, dorpskerkjes, verwaarloosde molens, kastelen, kapelletjes, sloppen, oude fabrieken, woonwagens, kazernes en dergelijke. De jaren 1920 en 1930 worden tot zijn beste periode gerekend. De werken uit die periode zijn vrij somber onder een metaalgrijze hemel, ze komen krachtig en monumentaal over, soms zelfs hallucinant.

## Stijl
In zijn vroegste werken volgt hij de stijl van Emile Claus, maar al snel gaat hij meer en meer werken in de stijl van Albert Baertsoen die veel zwaarmoediger was en wiens werken getuigen van een diep medeleven met de gewone man in een vijandige omgeving.